# Mariaziekenhuis Overpelt
Het Mariaziekenhuis is een katholiek regionaal algemeen ziekenhuis te Overpelt. Met 363 bedden is het ziekenhuis goed voor jaarlijks ongeveer 15.000 opnames, 31.000 patiënten in dagbehandeling en 192.000 consulten. In 2016 werkten er 120 artsen en zo'n 1000 medewerkers.
Het ziekenhuis biedt een breed scala aan (sub)specialismen aan: drie geneeskundige en twee heelkundige diensten, drie geriatrische diensten, dagbehandelingen, afdelingen materniteit & neonatologie, kinderafdeling, psychiatrie en palliatieve zorg. Tevens beschikt het over een erkenning voor een spoedgevallendienst met MUG, een afdeling voor intensieve zorg, een hartrevalidatiecentrum, een geriatrisch dagziekenhuis en een afdeling voor beeldvormend medisch onderzoek (waaronder MRI/NMR). Speerpunten in het beleid waren in 2015 uitbreiding van het zorgaanbod, waaraan in de regio tekorten bestaan en de verdere uitbouw van dringend medische hulp.

## Geschiedenis
Het Mariaziekenhuis ontstond in 2005 uit een fusie van het Maria Middelares Ziekenhuis te Lommel en de Heilig Hartkliniek te Neerpelt.

### Maria Middelares
De congregatie van de Zusters Kindsheid Jesu startte in 1939 met de bouw van het Maria Middelares ziekenhuis na een verzoek daartoe van de pastoor van Lommel Centrum. Het gemeentebestuur stak de helpende hand toe door grond te koop aan te bieden. In 1942 opende de 28 bedden tellende instelling haar deuren. In 1948 breidde het ziekenhuis uit met een extra verdieping, er waren nu 75 bedden. Geleidelijk nam dit aantal toe tot 187 in de jaren 1990.
De zusters Kindsheid Jesu hebben in 1970 op de zolder het moederhuis Tamar opgericht. Vanaf 1976 was het Tamar gevestigd naast het ziekenhuis op hetzelfde terrein. Tamar is veelvuldig in het nieuws gekomen door de verhalen van gedwongen adopties, ongewilde sterilisaties van jonge meisjes en ernstige vormen van misbruik van ongehuwde, zwangere meisjes.. De verhalen over Tamar komen veelvuldig terug in de podcast Kinderen van de kerk. Het beeld dat daaruit naar voren komst is een beeld dat de zusters kinderen tegen de wil van de moeders hebben afgenomen en hier betaald voor hebben gekregen. Het verwijt dat gemaakt wordt in deze podcast is dat hier sprake was van witwassen van kinderen als een vorm van mensenhandel.

### Heilig Hartkliniek
In de jaren 1930 was er capaciteitstekort in de gezondheidszorg. De mutualiteit deed daarom een zeer dringend beroep op de Zusters van Berlaar om in Neerpelt een ziekenhuis op te richten. Begin 1931 opende dit met negen bedden in een villa; het duurde echter tot 1945 voor er een vaste arts werkzaam was. De villa voldeed niet als volwaardig ziekenhuis en een nieuw gebouw bleek noodzakelijk. Dit opende in 1951 en beschikte over 130 bedden. In 1962 werd dit uitgebreid met een extra verdieping, met daarin een aparte 40 bedden tellende kinderafdeling. Ten tijde van de fusie telde de Heilig Hartkliniek 164 bedden.

### Fusie
Rond 1990 onderzochten de ziekenhuizen de mogelijkheid tot fusie. In 1989 vond daartoe een eerste verkennende gesprek plaats. In 1991 werd vzw Mariaziekenhuis opgericht; de officiële erkenning kwam af op 1 januari 1995 waarna ruim een jaar later de bouw aanving. Eind september 2005 verhuisden de patiënten en personeel naar de nieuwe locatie.

### Bouwcijfers
Het bouwterrein besloeg zes hectare, het vloeroppervlak ruim 30.000 m². In het ziekenhuis is ruim 250 km bekabeling en 23 km pijpleiding voor klimaatbeheersing verwerkt. De kosten van de ruwbouw kwamen uit op een bedrag van 13.830.062 euro; in totaal kostte de bouw 65.536.408 euro.